# Scambophyllum sanguinolentum
Scambophyllum sanguinolentum är en insektsart som först beskrevs av John Obadiah Westwood 1848.  Scambophyllum sanguinolentum ingår i släktet Scambophyllum och familjen vårtbitare. Inga underarter finns listade i Catalogue of Life.